# DuShon Monique Brown
DuShon Monique Brown (Chicago, Illinois, 1968. november 30. – Olympia Fields, Illinois, 2018. március 23.) amerikai színésznő.

## Filmjei
- Skin Complex (2003, tv-film)
- A szökés (Prison Break) (2005–2007, tv-sorozat, 13 epizódban)
- A dilemma (The Dilemma) (2011)
- Boss (2012, tv-sorozat, két epizódban)
- Lángoló Chicago (Chicago Fire) (2012–2018, tv-sorozat, 55 epizódban)
- Shameless – Szégyentelenek (Shameless) (2013, tv-sorozat, egy epizódban)
- Egy apró bökkenő (One Small Hitch) (2013)
- Unexpected (2015)
- A Light Beneath Their Feet (2015)
- Empire (2015, tv-sorozat, egy epizódban)
- Surprise Me! (2017)
- Electric Dreams (2018, tv-sorozat, egy epizódban)

## További információ
- DuShon Monique Brown az Internet Movie Database-ben (angolul)
- DuShon Monique Brown a Rotten Tomatoeson (angolul)